# فدراسیون فوتبال یونان
فدراسیون فوتبال یونان (یونانی: Ελληνική Ποδοσφαιρική Ομοσπονδία; EΠO) با نام کوتاه شدهٔ (HFF) بالاترین نهاد اداره‌کننده فوتبال در کشور یونان است. این نهاد در سال ۱۹۲۶ میلادی بنا نهاده شد و یک سال پس از آن به عضویت رسمی فیفا درآمد. سوپر لیگ یونان و تیم ملی یونان در تمام رده‌های سنی (مردان و زنان) تحت اداره این نهاد قرار دارند.
این نهاد در شهر آتن واقع است. مهم‌ترین افتخاری که این نهاد به‌دست آورده‌است، قهرمانی تیم ملی یونان در پیکارهای جام ملت‌های ۲۰۰۴ پرتغال بوده‌است. در سال ۲۰۱۱ میلادی رسوایی تبانی دامن‌گیر این فدراسیون شد. این رسوایی بزرگ که به نام کوریوپولیس در زبان یونانی شهره شد منجر به استعفای جورجوس ساریس رئیس وقت فدراسیون فوتبال یونان و خدشه وارد شدن به نام فدراسیون فوتبال این کشور شد.